# Чебоксарское художественное училище
Чебокса́рское худо́жественное учи́лище (те́хникум) — художественное училище в Чувашской Республике.

## История

### Гравёрное отделение школы ФЗУ при Алатырской типографии
Училище основано в 1934 году. Является преемником гравёрного отделения школы ФЗУ при Алатырской типографии.
Учебное заведение было создано постановлением Совнаркома Чувашской АССР от 28 июля 1934 года «Об организации граверного отделения школы ФЗУ при Алатырской типографии» в целях подготовки специалистов-графиков из чувашей. Организация была поручена художнику-гравёру, выпускнику Строгановского художественного училища Ф. С. Быкову, с 1932 года проживавшему в Алатыре. Первоначально училище открылось при Алатырской типографии как гравёрное отделение ФЗУ (с 1 сентября 1934), но вскоре было преобразовано в школу.
15 октября 1934 первые 17 учеников приступили к занятиям. Вначале школа не имела учебного плана и программ, испытывала материально-бытовые трудности. Несмотря на это, школа работала успешно.

### Алатырское художественно-гравёрное училище
В 1936 году школа была преобразована в художественно-гравёрное училище.

### Чебоксарское художественное училище
В 1940 году Алатырское художественно-гравёрное училище было переведено в г. Чебоксары и преобразовано в Чувашское государственное художественное училище с пятилетним сроком обучения, а с 1948 года в Чебоксарское художественное училище.

## Отделения училища
- Отделение живописи (специализации: художественно-педагогическая)
- Отделение графический и средовой дизайн
- Отделение художественная обработка дерева
- Отделение декоративно-прикладное искусство и народные промыслы
- Отделение театрально-декорационное искусство
- Отделение анимации.
- Отделение по специальности 54.02.07 - скульптура.

## Учебный комплекс
Училище находится в исторической части Чебоксар, на берегу Волги, в старинном особняке — памятнике архитектуры XVIII века, доме купца Соловцова.

## Известные преподаватели и выпускники
- Агеев, Владимир Иванович
- Бритвин, Виктор Глебович — Заслуженный художник России
- Дуняк, Ольга Александровна — Заслуженный художник Чувашской Республики
- Карачарсков, Николай Прокофьевич
- Миттов, Анатолий Иванович
- Немцев, Виктор Леонтьевич
- Овчинников, Николай Васильевич
- Павлов, Пётр Васильевич — Народный художник Российской Федерации
- Рыбкин, Анатолий Петрович
- Федосеев, Александр Михайлович — Заслуженный художник Российской Федерации
- Пахомов Александр Иванович — советский художник и педагог, участник Великой Отечественной войны, узник лагерей для военнопленных.